# Metaxycheir pacifica
Metaxycheir pacifica är en mångfotingart som beskrevs av Shelley 1990. Metaxycheir pacifica ingår i släktet Metaxycheir och familjen Xystodesmidae. Inga underarter finns listade i Catalogue of Life.